# Il figliuol prodigo (film 1934)
Il figliuol prodigo (Der verlorene Sohn) è un film del 1934, diretto da Luis Trenker.

## Trama
Il giovane Tonio vive la sua quieta vita bucolica in un villaggio alpino bavarese, benvoluto dai compaesani e particolarmente prediletto dalla sua buona amica Barbi - la più ammirata da tutti i giovanotti della comunità montana - con la quale vige una più o meno sottaciuta intesa di un futuro da trascorrere insieme.
Ma Tonio non ha mai nascosto il proprio desiderio di vedere il vasto mondo, al di fuori della sua vallata; e la sua predilezione è per l'America, in particolare per la città di New York. 
L'incontro col milionario americano Williams e sua figlia Lilian, presenti nel paese per sponsorizzare generosamente una gara di sci, e con i quali Tonio instaura una sincera amicizia, lo rafforza nel suo desiderio; che diventa una risoluzione certa quando, durante un'ascensione alpinistica su una vetta locale insieme a Lilian e ad un amico, egli, a seguito di una slavina, perde l'amico: giura allora di lasciare per sempre le sue montagne.
Il signor Williams aveva in precedenza commissionato al padre di Barbi, valente scultore in legno, una riproduzione della maschera lignea rappresentante il sole, utilizzata da tempo immemore nel villaggio durante le feste di Rauhnacht, tenute tradizionalmente nel periodo natalizio; ottenuta la copia, egli e la figlia rientrano negli Stati Uniti.
Qualche tempo dopo, Tonio approda inaspettato a New York, a coronamento del suo sogno. Ma Williams e la figlia, alla magione dei quali egli si rivolge senza peraltro averli preventivamente avvertiti, risultano assenti a tempo indeterminato, probabilmente in viaggio in Europa. Inizia quindi per Tonio un periodo difficile: trova, nella metropoli americana, solo saltuariamente lavori precari, e, senza contatti col paese nativo, finisce col vivere di espedienti come senzatetto.
È solo dopo diverso tempo, e per caso, che Tonio riesce a ricongiungersi con l'opulenta famiglia Williams, e a rimettersi in sesto. Nel corso di un sontuoso ballo dai Williams, Tonio sta per cedere alle proposte amorose, peraltro sincere, di Lilian, quando il suo occhio cade sulla riproduzione della maschera solare in legno che il signor Williams aveva appeso ad una parete della propria casa: egli allora declina le proposte di Lilian, e realizza di volere a tutti i costi tornare in patria.
Vi ritorna, non annunciato e non atteso, alla vigilia di Natale, una delle sere del Rauhnacht. Nel paese sta svolgendosi la tradizionale festa, nella quale le fanciulle da marito, con costumi e maschere che le rendono irriconoscibili, si mescolano ai giovani, parimenti mascherati: è comunemente l'occasione che molte giovani coppie sfruttano per consolidare la loro unione. Allo stesso modo Tonio, a sorpresa, si rivela a Barbi, che, nonostante le proposte di matrimonio che le erano pervenute nel periodo in cui Tonio era assente e dato per disperso, gli era stata sempre fedele.
I due ricordano un detto del maestro del paese: "Chi non va mai via non ritorna mai a casa"; e si recano alla messa di mezzanotte.